# Darkbloom
Albums de Grimes
Halfaxa
(2010) Visions
(2012)
Darkbloom est un EP des artistes canadiens Grimes et d'Eon, sorti le 18 avril 2011 sur deux labels différents, respectivement Arbutus Records pour Grimes et Hippos in Tanks pour d'Eon. Tous deux ont conçu Darkbloom ensemble mais l'ont enregistré séparément. Grimes décida de réaliser elle-même le clip de "Vanessa" après avoir été mécontente de la vidéo réalisée pour "Crystal Ball",.

## Liste des chansons
Les morceaux de la piste 1 à 5 sont joués, écrits et produits par Grimes. Les morceaux de la piste 6 à 9 sont joués, écrits et produits par d'Eon.
| No | Titre                | Durée |
| -- | -------------------- | ----- |
| 1. | Orphia               | 1:09  |
| 2. | Vanessa              | 5:24  |
| 3. | Crystal Ball         | 3:16  |
| 4. | Urban Twilight       | 4:16  |
| 5. | Hedra                | 3:39  |
| 6. | Telepathy            | 3:03  |
| 7. | Thousand Mile Trench | 6:00  |
| 8. | Tongues              | 4:02  |
| 9. | Transparency         | 5:30  |

## Crédits
- Grimes : vocaliste, productrice (1–5)
- d'Eon : vocaliste, producteur (6–9)
- Jasper Baydala : design
- Sebastian Cowan : mixage additionnel
- Sadaf Hakimian : photographie
- Tyler Los-Jones : insert

## Historique de sortie
| Pays        | Date          | Label                            | Format         |
| ----------- | ------------- | -------------------------------- | -------------- |
| Royaume-Uni | 18 avril 2011 | Arbutus Records, Hippos in Tanks | Téléchargement |
| Canada      | 19 avril 2011 | Arbutus Records, Hippos in Tanks | CD             |
| Canada      | 10 mai 2011   | Arbutus Records, Hippos in Tanks | 12"            |
| Canada      | 17 mai 2011   | Arbutus Records, Hippos in Tanks | Téléchargement |
| États-Unis  | 17 mai 2011   | Arbutus Records, Hippos in Tanks | Téléchargement |